# 湯怡
湯怡（粤拼：Tong Yee、英語名：Kathy、1987年10月17日 - ）は、香港生まれの女優、雑誌モデルである。身長167cm、体重43kg、てんびん座。

## 人物・経歴
本名は袁家怡（Yuen Ka-Yee、ユェン・カーイー、英語名：Kathy Yuen）。モデル時代は本名で活躍していた。
2006年、TVBのバラエティ番組『美女厨房』の参加をきっかけに、メディアに注目される。
TVBに所属する黎姿（ジジ・ライ）に見た目が似ていることから、香港メディアは「少女黎姿」と評した。
2007年3月TVBで放映された「写意人生」では黎姿が演じた任芝華の少女時代の役を演じた。
その後、EEGと契約し、その際運気を広げると言う意味をこめて現在の「湯怡」に芸名を変更した。

## 出演作品

### 映画
| 公開年 | 邦題 / 原題                                 | 役名                             |
| ------ | ------------------------------------------- | -------------------------------- |
| 2007   | 戲王之王                                    | 小曼                             |
| 2008   | 悪男事件 惡男事件                           | 美芝                             |
| 2008   | 內衣少女                                    | Celine                           |
| 2009   | 新宿インシデント 新宿事件                   | 静子                             |
| 2010   | 抱抱俏佳人                                  | Vivian                           |
| 2010   | 翡翠明珠                                    | 婉公主                           |
| 2012   | 天生愛情狂                                  | 阿怡                             |
| 2012   | 紮職                                        | 阿怡                             |
| 2013   | 哭喪女                                      | 靈                               |
| 2013   | 第一次不是你                                | 黃志強露營朋友                   |
| 2015   | 我們停戰吧                                  | 葉家家                           |
| 2016   | 選老坐                                      | 酒吧侍應                         |
| 2016   | コールド・ウォー 香港警察 堕ちた正義 寒戰II | シシ（黎秀盈/Cecilia Lai、Ceci） |
| 2016   | ドリンク・ドランク・ドランク 3條友飲醉走    | Cherry                           |
| 2016   | 失心者                                      | 黃靈                             |
| 2017   | 29歳問題 29+1                               | ドリス                           |
| 2018   | 某日某月                                    | 王子月                           |
| 2018   | 靈魂電台                                    | 奈美樂                           |
| 2019   | 你咪理，我愛你！                            | 琪琪                             |
| 2019   | インテグリティ 煙幕 廉政風雲 煙幕           | 芷晴                             |
| 2020   | 死因無可疑                                  | 文惠儀                           |
| 2022   | 給我1天                                     | Joyce                            |
| 2022   | 拘束 狼たちの狂宴 致命24小時                | バオ（阿寶）                     |
| 2022   | 神探大戦 神探大戰                           | ヨン・ライ（楊麗）               |
| 2023   | 女子監獄                                    | Jessie                           |

### テレビ番組
2007年
- 『写意人生』（TVB） - 任芝華（少女） 役
- 『性本善』（第4話）（香港ラジオテレビ） - Ivy 役

2012年
- 『ロス．アンド．ウィン』（第4話）（香港ラジオテレビ） - Christy 役

### 広告
2006年
- インターネットゲーム『古龍8.0百年好合』

2007年
- 柏麗絲シャンプーとヘアスプレー（中国）
- Fairwood（香港）（テレビと一般広告）（泳児、シャーマン・チョンと共に合作）

2008年
- ササ化粧品（香港）（一般広告）
- 元緑寿司（香港）（テレビと一般広告）（ケン・ホンと共に合作）

### ミュージッククリップ
- Sun Boy'z：『衝浪男孩』、『初次約会』
- ケニー・クァン：『無字天書』、『Book B』
- ツインズ：『愛情突撃』
- ケン・ホン：『彌敦道』、『男孩看見野玫瑰』